# Хијерон II
Хијерон II (око 305. п. н. е. - 215. п. н. е.) је био краљ Сиракузе у периоду од 270. п. н. е. до 215. п. н. е. Током његове дуге владавине се на Сицилији одиграо Први пунски рат, у коме је Хијерон играо важну улогу и током кога је Сиракуза ступила у чврст савез са Римом, стекавши велики просперитет и поставши важно културно и научно средиште античког света.
Хијерон је био незаконити син Хијерокла, сиракушког племића који је тврдио да потиче од тиранина Гелона. За време Пировог похода на Сицилију 277 - 276. п. н. е. је био у Пировој војсци, поставши, упркос младости, један од његових генерала. Када се Пир повукао са Сицилије, Хијерон је због своје репутације, изабран за команданта војске. Да би ојачао своју је политичку позицију и подршку унутар Сиракузе док ратује ван града оженио је ћерку Лептина, једног од најутицајнијих грађана Сиракузе.
Након чишћења војске од старих најамника унајмио је нову најамничку војску. Хијерон се посветио обуци и наоружању грађанске војске. Освојио је Миле и заробио 1.500 непријатељских војника. Након тога освојио је и Амесел. Халесу је добио предајом, а онда су Абакена и Тиндариј прешли на страну Сиракузе. Хијерон је током те офанзиве сатерао Мамертинце на малу територију. Тауромениј и Тиндарис су исто тако били под Сиракужанима. Након успешне офанзиве Хијерон се са 10.000 пешака и 1.500 коњаника улогорио крај реке Лонган. Мамертинци су имали 8.000 пешака под заповедништвом Киоса. Уследила је битка на реци Логан, у којој је Хијерон II од Сиракузе победио Мамертинце и заробио њиховога вођу Киоса. У томе тренутку умешали су се Картагињани и наговорили су Мамертинце да не предају град. У Месану је ушла картагињанска јединица, па је Хијерон одустао од опсаде Месине и вратио се са војском у Сиракузу. Грађани Сиракузе су након те победе Хијерона прогласили краљем Сиракузе. Било је то између 269. и 265. п. н. е.
Након неког времена Мамертинци су незадовољни картагињанским гарнизоном дигли побуну и протерали их из града да би потом картагињани и сиракужани опколили Месину. Убрзо Месени стиже помоћ римске војске под командом Апија Клаудија Каудекса који је победио и картагињане и Хијерона и натерао их на повлачење. Након тога је римска војска краткотрајно опсела Сиракузу и још неке области.
Увидевши да Картагина и Сиракуза губе савезнике који прелазе на страну римљана Хијерон је закључио да римљани добијају рат, па је и он прешао на њихову страну и након тог времена био римски савезник, помажући логистички њихове походе по Сицилији и другде по Медитерану. Изградио је и снажну флоту, а Сиракуза је просперирала пошто су му римљани као њиховом савезнику вратили отете територије. У њој је под његовом влашћу деловао славни научник Архимед, за чији је рачун саградио низ опсадних справа. Такође је деловао и славни песник Теокрит, који је написао низ песама у почаст Хијерона.
Све до своје смрти остао је верни римски савезник. Сиракуза је од тога имала велике користи, јер је савез са римљанима омогућио дуги период мира и напретка. Никада раније Сиракуза није тако дуго уживала у миру и просперитету. Током Првог пунског рата помагао је Римљанима. Због великих заслуга Римљани су га специфично навели у мировном споразума са Картагином 241. п. н. е. Тим споразумом окончан је Први пунски рат, а Сиракуза је специфично наведена као територија коју Картагина не сме да напада. Између два пунска рата Хијерон је посећивао Рим и тада би му се указале највише државне почасти. Када је 222. п. н. е. Марко Клаудије Марцел победио Гале део ратног плена послао је Хијерону као великом римском пријатељу.
Не зна се кад је тачно умро, али се предпоставља да је то било 215. године пре Христа или 216. године пре Христа.